# Männer können seine Gefühle nicht zeigen
Männer können seine Gefühle nicht zeigen ist das Debütalbum der Hamburger Hip-Hop-Gruppe Fischmob. Es erschien am 6. April 1995 über das Label Plattenmeister.

## Titelliste
1. Hasch Un Rock – 3:39
2. Bonanzarad – 2:52
3. Ey, Aller (Allernativmix) – 3:44
4. Atari – 0:39
5. Jazzmusik & Alkohol – 3:27
6. Du nennst mich Penner – 3:45
7. 4′ 55″ – 4:57
8. Fick Mein Gehirn (Vinyl-Bonus) – 2:40
9. Vater will uns sehen – 6:00
10. Fickpisse – 4:02
11. Habt Ihr schon gehört? – 3:50
12. Tut mir Leid – 4:47
13. Blindflug – 8:33

## Kritik
Falk Albrecht rezensierte Männer können seine Gefühle nicht zeigen für die Musikzeitschrift Visions im Jahr 2000. Fischmob bewiesen „in einer Zeit, in der sich wirklich jeder Rapper Deutschlands im positiven wie im negativen Sinne über die Fantastischen Vier definierte, […] dass es auch anders“ gehe. Die Texte des Albums richten sich „nicht an die Homies aus der Vorstadt“, sondern an „Menschen, die sich einer wie auch immer gearteten Subkultur zugehörig fühlten und sich gegenüber den Themengebieten Party und Politik nicht verschlossen.“ So enthalte Männer können seine Gefühle nicht zeigen sowohl „urkomische Songs übers Saufen“ als auch ein „Stück zur Lage der Nation.“ Auch musikalisch weise das Album ein breites Spektrum auf, das „von verschiedenen HipHop-Spielarten über Funkrock (‚Vater will uns sehen‘) und psychedelischen TripHop (‚Blindflug‘) bis hin zu Nonsens-Reggae“ reiche.
Die E-Zine Laut.de bewertete Männer können seine Gefühle nicht zeigen im Zuge der Rubrik „Meilensteine“ mit fünf von möglichen fünf Punkten. Aus Sicht des Redakteurs Stefan Johannesberg handele es sich bei dem Album um einen „Meilenstein des Crossovers“, der zu einer Zeit erschien, „als in den alternativen Jugendzentren die Hip Hop-Kultur die Macht“ übernahm. Insbesondere das Stück Bonanzarad, für das Public Enemy, Beastie Boys und De La Soul gesampelt wurden, wird für die „gepfiffene Melodie, [den] treibende[n] Old School-Beat, überraschende[n] Film-Samples und diverse[n] Gitarren in Strophe wie Refrain“ gelobt. Auch die „Polizeisatire in ‚Vater will uns sehn‘, das Proleten bloßstellende ‚Ey Aller‘ oder die Sozialkritik […] in ‚Du nennst mich Penner‘“ werden von Johannesberg positiv hervorgehoben. Selten habe eine Gruppe wie Fischmob mit „vordergründig smarten Tracks so unpeinlich und undogmatisch Position bezogen.“